# Charles Coffey
Charles Coffey (Contea di Westmeath, XVII secolo – Londra, 13 maggio 1745) è stato uno scrittore e drammaturgo irlandese.

## Biografia
Pur essendo irlandese, Charles Coffey scrisse le sue opere in lingua inglese.
Scrisse numerose opere miste di prosa e musica che costituirono i primi esempi della ballad operas.
Esordì nel 1729 con Il matrimonio dello straccione (The Beggar's Wedding) e nel 1731 ottenne il suo più importante successo, al Drury Lane, con Il diavolo da pagare, o le mogli trasformate (The Devil to Pay, or The Wives Metamorphosed).
Una traduzione tedesca intitolata Der Teufel ist los, oder Die verwandelten Weiber (Berlino, 24 gennaio 1743) influenzò notevolmente lo sviluppo del Singspiel tedesco.

## Opere
- A Wife and No Wife (Dublino, 1724);
- The Beggar’s Wedding (1729);
- Southwark Fair, or The Sheep-Shearing (1729);
- Female Parson, or The Beau in the Suds (1730);
- The Devil to Pay, or The Wives Metamorphosed (1731);
- The Boarding-School, or The Sham Captain (1733);
- The Merry Cobler, or The Second Part of The Devil to Pay (1735);
- The Devil Upon Two Sticks, or The Country Beau (1745).